# Copa de Alemania
La Copa de Alemania (en alemán y oficialmente: DFB-Pokal) es una competición entre clubes de fútbol de Alemania. Es la segunda competición a nivel nacional de mayor relevancia junto a la Bundesliga. La organiza la Federación Alemana de Fútbol.
Desde 1985 la final se disputa en el Estadio Olímpico de la capital alemana, Berlín. El equipo campeón se clasifica para la fase de grupos de la Liga Europa de la UEFA si no ha logrado una plaza europea mediante la Bundesliga.

## Historia
La competición se fundó en 1934. El primer campeón fue el FC Nuremberg. El primer equipo en conseguir la copa dos veces consecutivas fue el Dresdner SC. Desde 1944 hasta 1952 el torneo estuvo interrumpido como consecuencia de la Segunda Guerra Mundial y se volvió a disputar en 1953. El vigente campeón es el VfB Stuttgart, que derrotó en la última edición 4-2 al Arminia Bielefeld en la final. El club con más títulos es el Bayern de Múnich con 20.

## Formato del torneo

### Clubes participantes

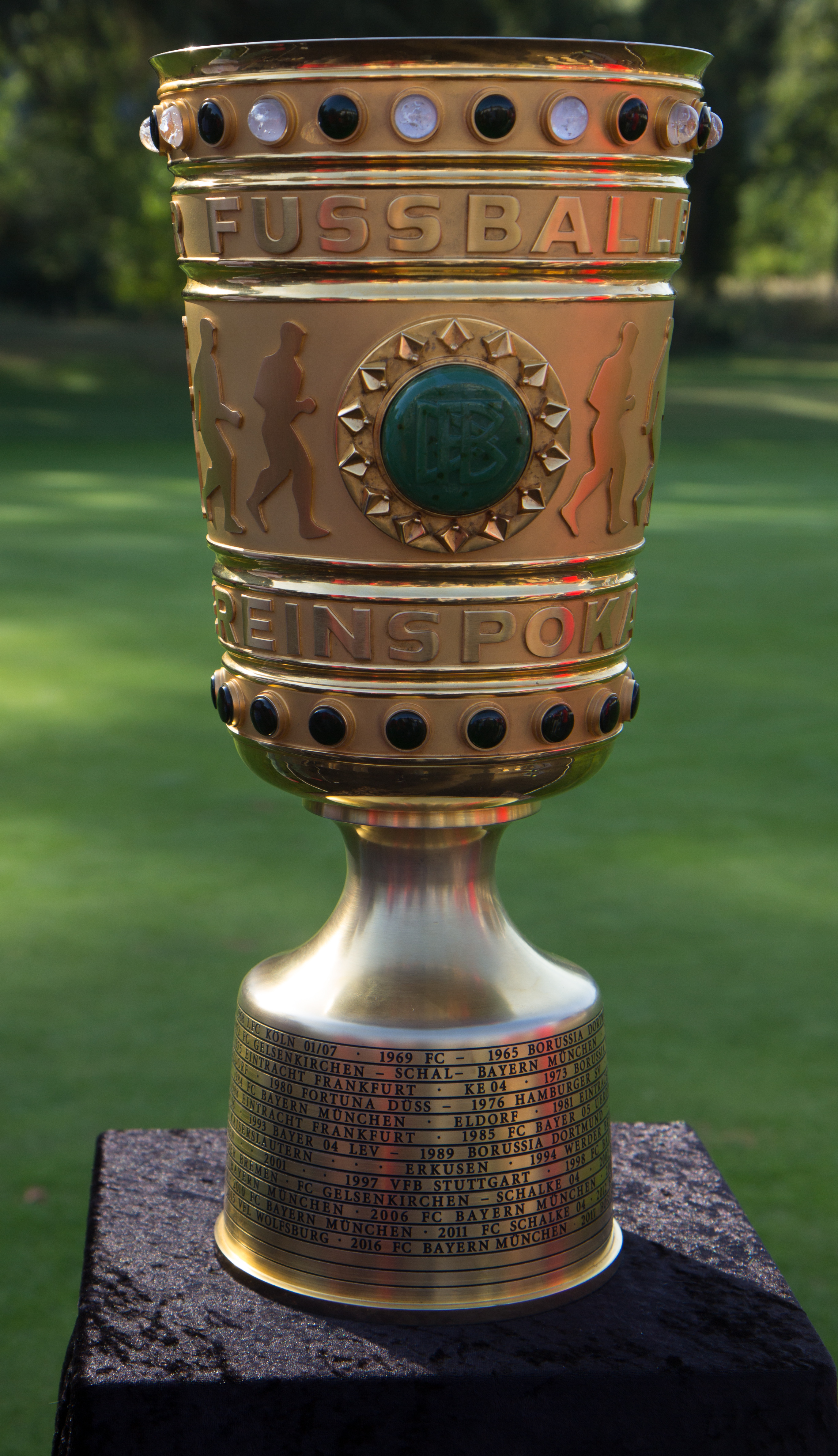
Trofeo

Participan los 18 clubes de la Bundesliga, los 18 de segunda división, los cuatro primeros de la tercera división, los ganadores de las 21 copas regionales y 3 equipos amateurs de las ligas regionales de Baviera, Baja Sajonia y Westfalia. En total son 64 participantes.

### Sistema de juego
El sistema de juego en todo el campeonato es de eliminatorias directas, a partido único, donde el ganador en el marcador pasa a la siguiente fase. De haber igualdad en el marcador al finalizar los 90 minutos de tiempo reglamentario, se procederá a una prórroga de dos tiempos de 15 minutos. De persistir el empate, se efectuará una serie de lanzamientos penales para definir al ganador.
El ganador se clasifica para Europa League.

## Historial
| Edición         | Campeón                                         | Resultado                                       | Subcampeón                                      | Sede                                            |
| Tschammer-Pokal | Tschammer-Pokal                                 | Tschammer-Pokal                                 | Tschammer-Pokal                                 | Tschammer-Pokal                                 |
| --------------- | ----------------------------------------------- | ----------------------------------------------- | ----------------------------------------------- | ----------------------------------------------- |
| 1935            | FC Núremberg                                    | 2 - 0                                           | FC Schalke 04                                   | Rheinstadion, Düsseldorf                        |
| 1936            | VfB Leipzig (1)                                 | 2 - 1                                           | FC Schalke 04                                   | Estadio Olímpico, Berlín                        |
| 1937            | FC Schalke 04                                   | 2 - 1                                           | Fortuna Düsseldorf                              | Müngersdorfer Stadion, Colonia                  |
| 1938            | Rapid Viena (1)                                 | 3 - 1                                           | FSV Frankfurt                                   | Estadio Olímpico, Berlín                        |
| 1939            | FC Núremberg                                    | 2 - 0                                           | Waldhof Mannheim                                | Estadio Olímpico, Berlín                        |
| 1940            | Dresdner SC                                     | 2 - 1 (pro.)                                    | FC Núremberg                                    | Estadio Olímpico, Berlín                        |
| 1941            | Dresdner SC (2)                                 | 2 - 1                                           | FC Schalke 04                                   | Estadio Olímpico, Berlín                        |
| 1942            | TSV 1860 Múnich                                 | 2 - 0                                           | FC Schalke 04                                   | Estadio Olímpico, Berlín                        |
| 1943            | First Vienna (1)                                | 3 - 2 (pro.)                                    | LSV Hamburg                                     | Adolf-Hitler-Kampfbahn, Stuttgart               |
| 1944-51         | No disputado debido a la Segunda Guerra Mundial | No disputado debido a la Segunda Guerra Mundial | No disputado debido a la Segunda Guerra Mundial | No disputado debido a la Segunda Guerra Mundial |
| DFB-Pokal       |                                                 |                                                 |                                                 |                                                 |
| 1952-53         | Rot-Weiss Essen (1)                             | 2 - 1                                           | Alemannia Aachen                                | Rheinstadion, Düsseldorf                        |
| 1953-54         | VfB Stuttgart                                   | 1 - 0                                           | FC Colonia                                      | Südweststadion, Ludwigshafen                    |
| 1954-55         | Karlsruher SC                                   | 3 - 2                                           | FC Schalke 04                                   | Eintracht-Stadion, Braunschweig                 |
| 1955-56         | Karlsruher SC (2)                               | 3 - 1                                           | Hamburgo SV                                     | Wildparkstadion, Karlsruhe                      |
| 1956-57         | FC Bayern Múnich                                | 1 - 0                                           | Fortuna Düsseldorf                              | Rosenaustadion, Augsburgo                       |
| 1957-58         | VfB Stuttgart                                   | 4 - 3                                           | Fortuna Düsseldorf                              | Auestadion, Kassel                              |
| 1958-59         | Schwarz-Weiss Essen (1)                         | 5 - 2                                           | Borussia Neunkirchen                            | Auestadion, Kassel                              |
| 1959-60         | Borussia Mönchengladbach                        | 3 - 2                                           | Karlsruher SC                                   | Rheinstadion, Düsseldorf                        |
| 1960-61         | Werder Bremen                                   | 2 - 0                                           | FC Kaiserslautern                               | Glückauf-Kampfbahn, Gelsenkirchen               |
| 1961-62         | FC Núremberg                                    | 2 - 1                                           | Fortuna Düsseldorf                              | Niedersachsenstadion, Hannover                  |
| 1962-63         | Hamburgo SV                                     | 3 - 0                                           | Borussia Dortmund                               | Niedersachsenstadion, Hannover                  |
| 1963-64         | TSV 1860 Múnich (2)                             | 2 - 0                                           | Eintracht Fráncfort                             | Neckarstadion, Stuttgart                        |
| 1964-65         | Borussia Dortmund                               | 2 - 0                                           | Alemannia Aachen                                | Niedersachsenstadion, Hannover                  |
| 1965-66         | FC Bayern Múnich                                | 4 - 2                                           | MSV Duisburgo                                   | Waldstadion, Fráncfort                          |
| 1966-67         | FC Bayern Múnich                                | 4 - 0                                           | Hamburgo SV                                     | Neckarstadion, Stuttgart                        |
| 1967-68         | FC Colonia                                      | 4 - 1                                           | VfL Bochum                                      | Südweststadion, Ludwigshafen                    |
| 1968-69         | FC Bayern Múnich                                | 2 - 1                                           | FC Schalke 04                                   | Waldstadion, Fráncfort                          |
| 1969-70         | Kickers Offenbach (1)                           | 2 - 1                                           | FC Colonia                                      | Niedersachsenstadion, Hannover                  |
| 1970-71         | FC Bayern Múnich                                | 2 - 1                                           | FC Colonia                                      | Neckarstadion, Stuttgart                        |
| 1971-72         | FC Schalke 04                                   | 5 - 0                                           | FC Kaiserslautern                               | Niedersachsenstadion, Hannover                  |
| 1972-73         | Borussia Mönchengladbach                        | 2 - 1                                           | FC Colonia                                      | Rheinstadion, Düsseldorf                        |
| 1973-74         | Eintracht Fráncfort                             | 3 - 1                                           | Hamburgo SV                                     | Rheinstadion, Düsseldorf                        |
| 1974-75         | Eintracht Fráncfort                             | 1 - 0                                           | MSV Duisburgo                                   | Niedersachsenstadion, Hannover                  |
| 1975-76         | Hamburgo SV                                     | 2 - 0                                           | FC Kaiserslautern                               | Waldstadion, Fráncfort                          |
| 1976-77         | FC Colonia                                      | 1 - 0                                           | Hertha Berlín                                   | Niedersachsenstadion, Hannover                  |
| 1977-78         | FC Colonia                                      | 2 - 0                                           | Fortuna Düsseldorf                              | Parkstadion, Gelsenkirchen                      |
| 1978-79         | Fortuna Düsseldorf                              | 1 - 0                                           | Hertha Berlín                                   | Niedersachsenstadion, Hannover                  |
| 1979-80         | Fortuna Düsseldorf (2)                          | 2 - 1                                           | FC Colonia                                      | Parkstadion, Gelsenkirchen                      |
| 1980-81         | Eintracht Fráncfort                             | 3 - 1                                           | FC Kaiserslautern                               | Neckarstadion, Stuttgart                        |
| 1981-82         | FC Bayern Múnich                                | 4 - 2                                           | FC Núremberg                                    | Waldstadion, Fráncfort                          |
| 1982-83         | FC Colonia (3)                                  | 1 - 0                                           | Fortuna Colonia                                 | Müngersdorfer Stadion, Colonia                  |
| 1983-84         | FC Bayern Múnich                                | 1 - 1 (7-6 pen.)                                | Borussia Mönchengladbach                        | Waldstadion, Fráncfort                          |
| 1984-85         | Bayer Uerdingen (1)                             | 2 - 1                                           | FC Bayern Múnich                                | Estadio Olímpico, Berlín                        |
| 1985-86         | FC Bayern Múnich                                | 5 - 2                                           | VfB Stuttgart                                   | Estadio Olímpico, Berlín                        |
| 1986-87         | Hamburgo SV (3)                                 | 3 - 1                                           | Stuttgarter Kickers                             | Estadio Olímpico, Berlín                        |
| 1987-88         | Eintracht Fráncfort                             | 1 - 0                                           | VfL Bochum                                      | Estadio Olímpico, Berlín                        |
| 1988-89         | Borussia Dortmund                               | 4 - 1                                           | Werder Bremen                                   | Estadio Olímpico, Berlín                        |
| 1989-90         | FC Kaiserslautern                               | 3 - 2                                           | Werder Bremen                                   | Estadio Olímpico, Berlín                        |
| 1990-91         | Werder Bremen                                   | 1 - 1 (4-3 pen.)                                | FC Colonia                                      | Estadio Olímpico, Berlín                        |
| 1991-92         | Hannover 96 (1)                                 | 0 - 0 (4-3 pen.)                                | Borussia Mönchengladbach                        | Estadio Olímpico, Berlín                        |
| 1992-93         | Bayer Leverkusen (1)                            | 1 - 0                                           | Hertha Berlín II                                | Estadio Olímpico, Berlín                        |
| 1993-94         | Werder Bremen                                   | 3 - 1                                           | Rot-Weiss Essen                                 | Estadio Olímpico, Berlín                        |
| 1994-95         | Borussia Mönchengladbach (3)                    | 3 - 0                                           | VfL Wolfsburgo                                  | Estadio Olímpico, Berlín                        |
| 1995-96         | FC Kaiserslautern (2)                           | 1 - 0                                           | Karlsruher SC                                   | Estadio Olímpico, Berlín                        |
| 1996-97         | VfB Stuttgart                                   | 2 - 0                                           | Energie Cottbus                                 | Estadio Olímpico, Berlín                        |
| 1997-98         | FC Bayern Múnich                                | 2 - 1                                           | MSV Duisburgo                                   | Estadio Olímpico, Berlín                        |
| 1998-99         | Werder Bremen                                   | 1 - 1 (5-4 pen.)                                | FC Bayern Múnich                                | Estadio Olímpico, Berlín                        |
| 1999-00         | FC Bayern Múnich                                | 3 - 0                                           | Werder Bremen                                   | Estadio Olímpico, Berlín                        |
| 2000-01         | FC Schalke 04                                   | 2 - 0                                           | Union Berlin                                    | Estadio Olímpico, Berlín                        |
| 2001-02         | FC Schalke 04                                   | 4 - 2                                           | Bayer Leverkusen                                | Estadio Olímpico, Berlín                        |
| 2002-03         | FC Bayern Múnich                                | 3 - 1                                           | FC Kaiserslautern                               | Estadio Olímpico, Berlín                        |
| 2003-04         | Werder Bremen                                   | 3 - 2                                           | Alemannia Aachen                                | Estadio Olímpico, Berlín                        |
| 2004-05         | FC Bayern Múnich                                | 2 - 1                                           | FC Schalke 04                                   | Estadio Olímpico, Berlín                        |
| 2005-06         | FC Bayern Múnich                                | 1 - 0                                           | Eintracht Fráncfort                             | Estadio Olímpico, Berlín                        |
| 2006-07         | FC Núremberg (4)                                | 3 - 2                                           | VfB Stuttgart                                   | Estadio Olímpico, Berlín                        |
| 2007-08         | FC Bayern Múnich                                | 2 - 1                                           | Borussia Dortmund                               | Estadio Olímpico, Berlín                        |
| 2008-09         | Werder Bremen (6)                               | 1 - 0                                           | Bayer Leverkusen                                | Estadio Olímpico, Berlín                        |
| 2009-10         | FC Bayern Múnich                                | 4 - 0                                           | Werder Bremen                                   | Estadio Olímpico, Berlín                        |
| 2010-11         | FC Schalke 04 (5)                               | 5 - 0                                           | MSV Duisburgo                                   | Estadio Olímpico, Berlín                        |
| 2011-12         | Borussia Dortmund                               | 5 - 2                                           | FC Bayern Múnich                                | Estadio Olímpico, Berlín                        |
| 2012-13         | FC Bayern Múnich                                | 3 - 2                                           | VfB Stuttgart                                   | Estadio Olímpico, Berlín                        |
| 2013-14         | FC Bayern Múnich                                | 2 - 0                                           | Borussia Dortmund                               | Estadio Olímpico, Berlín                        |
| 2014-15         | VfL Wolfsburgo (1)                              | 3 - 1                                           | Borussia Dortmund                               | Estadio Olímpico, Berlín                        |
| 2015-16         | FC Bayern Múnich                                | 0 - 0 (4-3 pen.)                                | Borussia Dortmund                               | Estadio Olímpico, Berlín                        |
| 2016-17         | Borussia Dortmund                               | 2 - 1                                           | Eintracht Fráncfort                             | Estadio Olímpico, Berlín                        |
| 2017-18         | Eintracht Fráncfort (5)                         | 3 - 1                                           | FC Bayern Múnich                                | Estadio Olímpico, Berlín                        |
| 2018-19         | FC Bayern Múnich                                | 3 - 0                                           | RB Leipzig                                      | Estadio Olímpico, Berlín                        |
| 2019-20         | FC Bayern Múnich (20)                           | 4 - 2                                           | Bayer Leverkusen                                | Estadio Olímpico, Berlín                        |
| 2020-21         | Borussia Dortmund (5)                           | 4 - 1                                           | RB Leipzig                                      | Estadio Olímpico, Berlín                        |
| 2021-22         | RB Leipzig                                      | 1 - 1 (4-2 pen.)                                | SC Friburgo                                     | Estadio Olímpico, Berlín                        |
| 2022-23         | RB Leipzig (2)                                  | 2 - 0                                           | Eintracht Fráncfort                             | Estadio Olímpico, Berlín                        |
| 2023-24         | Bayer Leverkusen (2)                            | 1 - 0                                           | FC Kaiserslautern                               | Estadio Olímpico, Berlín                        |
| 2024-25         | VfB Stuttgart (4)                               | 4 - 2                                           | Arminia Bielefeld                               | Estadio Olímpico, Berlín                        |

## Palmarés
| Equipo                   | Títulos | Subcamp. | Años campeonatos |
| ------------------------ | ------- | -------- | --- |
| FC Bayern Múnich         | 20      | 4        | 1957, 1966, 1967, 1969, 1971, 1982, 1984, 1986, 1998, 2000, 2003, 2005, 2006, 2008, 2010, 2013, 2014, 2016, 2019, 2020 |
| Werder Bremen            | 6       | 4        | 1961, 1991, 1994, 1999, 2004, 2009                                                                                     |
| FC Schalke 04            | 5       | 7        | 1937, 1972, 2001, 2002, 2011                                                                                           |
| Borussia Dortmund        | 5       | 5        | 1965, 1989, 2012, 2017, 2021                                                                                           |
| Eintracht Fráncfort      | 5       | 4        | 1974, 1975, 1981, 1988, 2018                                                                                           |
| FC Colonia               | 4       | 6        | 1968, 1977, 1978, 1983                                                                                                 |
| VfB Stuttgart            | 4       | 3        | 1954, 1958, 1997, 2025                                                                                                 |
| FC Núremberg             | 4       | 2        | 1935, 1939, 1962, 2007                                                                                                 |
| Hamburgo SV              | 3       | 3        | 1963, 1976, 1987 |
| Borussia Mönchengladbach | 3       | 2        | 1960, 1973, 1995 |
| Fortuna Düsseldorf       | 2       | 5        | 1979, 1980 |
| FC Kaiserslautern        | 2       | 6        | 1990, 1996 |
| Bayer Leverkusen         | 2       | 3        | 1993, 2024 |
| RB Leipzig               | 2       | 2        | 2022, 2023 |
| Karlsruher SC            | 2       | 2        | 1955, 1956 |
| Dresdner SC              | 2       | -        | 1940, 1941 |
| TSV 1860 Múnich          | 2       | -        | 1942, 1964 |
| VfL Wolfsburgo           | 1       | 1        | 2015 |
| Rot-Weiss Essen          | 1       | 1        | 1953 |
| Rapid Viena              | 1       | -        | 1938 |
| Bayer Uerdingen          | 1       | -        | 1985 |
| First Vienna             | 1       | -        | 1943 |
| Hannover 96              | 1       | -        | 1992 |
| Lokomotive Leipzig       | 1       | -        | 1936 |
| Kickers Offenbach        | 1       | -        | 1970 |
| Schwarz-Weiss Essen      | 1       | -        | 1959 |

## Estadísticas

### Mayores goleadas
| Ganador             | Resultado | Rival             | Edición |
| ------------------- | --------- | ----------------- | ------- |
| Stuttgarter Kickers | 17 - 0    | VfB 05 Knielingen | 1941    |
| Bayern Múnich       | 16 - 1    | DJK Waldberg      | 1997-98 |
| Kaiserslautern      | 15 - 0    | FC Schönberg 95   | 2004-05 |

### Más partidos disputados
| Pos. | Jugador           | Partidos | Clubes                                                             |
| ---- | ----------------- | -------- | ------------------------------------------------------------------ |
| 1.º  | Miroslav Votava   | 79       | Borussia Dortmund, Werder Bremen                                   |
| 2.º  | Karl-Heinz Körbel | 70       | Eintracht Frankfurt                                                |
| 3.º  | Oliver Kahn       | 67       | Karlsruher, Bayern de Múnich                                       |
| =    | Willi Neuberger   | 67       | Borussia Dortmund, Werder Bremen, Wuppertaler, Eintracht Frankfurt |
| =    | Manfred Kaltz     | 67       | Hamburgo                                                           |
| 6.º  | Franz Beckenbauer | 66       | Bayern de Múnich, Hamburgo                                         |
| 7.º  | Klaus Fichtel     | 65       | Schalke 04, Werder Bremen                                          |
| =    | Heinz Flohe       | 65       | 1. FC Köln, TSV 1860 München                                       |
|      | Thomas Müller     | 63       | Bayern de Múnich                                                   |

### Más goles convertidos
| Pos. | Jugador             | Goles | Clubes                                                                                       |
| ---- | ------------------- | ----- | -------------------------------------------------------------------------------------------- |
| 1.º  | Gerd Müller         | 78    | Bayern de Múnich                                                                             |
| 2.º  | Dieter Müller       | 48    | FC Colonia, VfB Stuttgart, Saarbrücken, Kickers Offenbach                                    |
| 3.º  | Klaus Fischer       | 46    | TSV 1860, Schalke 04, F. C. Colonia, Bochum                                                  |
| 4.º  | Hannes Löhr         | 40    | FC Colonia                                                                                   |
| 5.º  | Manfred Burgsmüller | 40    | Rot-Weiss Essen, Uerdingen, Borussia Dortmund, Núremberg, Rot-Weiß Oberhausen, Werder Bremen |
| 6.º  | Robert Lewandowski  | 39    | Borussia Dortmund, Bayern de Múnich                                                          |
| 7.º  | Klaus Allofs        | 39    | Fortuna Düsseldorf, FC Colonia, Werder Bremen                                                |
| 8.º  | Ronald Worm         | 35    | Duisburgo, Eintracht Braunswick                                                              |
| 9.º  | Claudio Pizarro     | 34    | Werder Bremen, Bayern de Múnich                                                              |
| 10.º | Thomas Müller       | 33    | Bayern de Múnich                                                                             |

### Goleadores por edición
| Año       | Jugador                                                                                      | Equipo                                                                              | Goles |
| --------- | -------------------------------------------------------------------------------------------- | ----------------------------------------------------------------------------------- | ----- |
| 1935      | Ernst Kuzorra                                                                                | FC Schalke 04                                                                       | 9     |
| 1936      | Hermann Budde Ernst Poertgen                                                                 | VfL Benrath FC Schalke 04                                                           | 7     |
| 1937      | Kurt Männer                                                                                  | BC Hartha                                                                           | 7     |
| 1938      | Helmut Schön                                                                                 | Dresdner SC                                                                         | 10    |
| 1939      | Edmund Adamkiewicz Franz Binder                                                              | Eintracht Frankfurt, Hamburgo SV SK Rapid Viena                                     | 11    |
| 1940      | Fritz Machate                                                                                | Dresdner SC                                                                         | 10    |
| 1941      | Edmund Conen                                                                                 | Stuttgarter Kickers                                                                 | 8     |
| 1942      | Ernst Willimowski                                                                            | TSV 1860 Múnich                                                                     | 14    |
| 1943      | Karl Decker Rudolf Noack                                                                     | First Vienna FC                                                                     | 10    |
| 1952-53   | Franz Islacker                                                                               | Rot-Weiss Essen                                                                     | 3     |
| 1953-54   | Georg Stollenwerk Erwin Waldner                                                              | FC Colonia VfB Stuttgart                                                            | 2     |
| 1954-55   | Helmut Sadlowski Dieter Seeler Antoine Kohn Ernst Kunkel Kurt Sommerlatt Oswald Traub        | FC Schalke 04 Altona 93 Karlsruher SC                                               | 2     |
| 1955-56   | Uwe Seeler Heinz Ruppenstein Bernhard Termath                                                | Hamburgo SV Karlsruher SC                                                           | 2     |
| 1956-57   | Rudolf Jobst                                                                                 | FC Bayern Múnich                                                                    | 2     |
| 1957-58   | Rolf Geiger                                                                                  | VfB Stuttgart                                                                       | 3     |
| 1958-59   | Manfred Rummel                                                                               | Schwarz-Weiß Essen                                                                  | 4     |
| 1959-60   | Gustav Witlatschil Albert Brülls                                                             | Karlsruher SC Borussia Mönchengladbach                                              | 2     |
| 1960-61   | Klaus Hänel                                                                                  | Werder Bremen                                                                       | 3     |
| 1961-62   | Franz-Josef Wolfframm Gustav Flachenecker Kurt Haseneder Tasso Wild                          | Fortuna Düsseldorf FC Núremberg                                                     | 2     |
| 1962-63   | Uwe Seeler                                                                                   | Hamburgo SV                                                                         | 3     |
| 1963-64   | Rudolf Brunnenmeier                                                                          | TSV 1860 Múnich                                                                     | 5     |
| 1964-65   | Kurt Haseneder Tasso Wild Willi Koslowski Waldemar Gerhardt Christian Breuer Lothar Emmerich | TSV Schwaben Augsburg FC Núremberg FC Schalke 04 Alemannia Aachen Borussia Dortmund | 4     |
| 1965-66   | Peter Osterhoff Rainer Ohlhauser                                                             | FC San Pauli FC Bayern Múnich                                                       | 5     |
| 1966-67   | Gerd Müller                                                                                  | FC Bayern Múnich                                                                    | 7     |
| 1967-68   | Hannes Löhr                                                                                  | FC Colonia                                                                          | 5     |
| 1968-69   | Gerd Müller                                                                                  | FC Bayern Múnich                                                                    | 7     |
| 1969-70   | Hannes Löhr                                                                                  | FC Colonia                                                                          | 6     |
| 1970-71   | Gerd Müller                                                                                  | FC Bayern Múnich                                                                    | 10    |
| 1971-72   | Wolfgang Overath Hannes Löhr Bernd Rupp Klaus Fischer                                        | FC Colonia FC Schalke 04                                                            | 7     |
| 1972-73   | Hannes Löhr                                                                                  | FC Colonia                                                                          | 8     |
| 1973-74   | Bernd Hölzenbein                                                                             | Eintracht Frankfurt                                                                 | 6     |
| 1974-75   | Hermann Lindner                                                                              | Rot-Weiss Essen                                                                     | 6     |
| 1975-76   | Klaus Toppmöller                                                                             | FC Kaiserslautern                                                                   | 8     |
| 1976-77   | Dieter Müller                                                                                | FC Colonia                                                                          | 14    |
| 1977-78   | Dieter Müller                                                                                | FC Colonia                                                                          | 8     |
| 1978-79   | Dieter Hoeneß                                                                                | VfB Stuttgart                                                                       | 8     |
| 1979-80   | Manfred Burgsmüller Klaus Allofs                                                             | Borussia Dortmund Fortuna Düsseldorf                                                | 9     |
| 1980-81   | Jimmy Hartwig Horst Hrubesch Thomas Remark                                                   | Hamburgo SV Hertha Berlín                                                           | 7     |
| 1981-82   | Karl-Heinz Rummenigge                                                                        | FC Bayern Múnich                                                                    | 7     |
| 1982-83   | Stephan Engels                                                                               | FC Colonia                                                                          | 6     |
| 1983-84   | Ronald Worm Klaus Fischer                                                                    | Eintracht Braunswick FC Colonia                                                     | 5     |
| 1984-85   | Gerd Müller                                                                                  | FC Bayern Múnich                                                                    | 10    |
| 1985-86   | Karl Allgöwer                                                                                | VfB Stuttgart                                                                       | 8     |
| 1986-87   | Dirk Kurtenbach                                                                              | Stuttgarter Kickers                                                                 | 8     |
| 1987-88   | Stefan Kuntz                                                                                 | Bayer 05 Uerdingen                                                                  | 5     |
| 1988-89   | Christian Schreier                                                                           | Bayer 04 Leverkusen                                                                 | 7     |
| 1989-90   | Wynton Rufer Stefan Kuntz                                                                    | Werder Bremen FC Kaiserslautern                                                     | 5     |
| 1990-91   | Michael Tönnies                                                                              | MSV Duisburgo                                                                       | 6     |
| 1991-92   | Fritz Walter                                                                                 | VfB Stuttgart                                                                       | 7     |
| 1992-93   | Andreas Thom                                                                                 | Bayer 04 Leverkusen                                                                 | 6     |
| 1993-94   | Wynton Rufer                                                                                 | Werder Bremen                                                                       | 5     |
| 1994-95   | Heiko Herrlich                                                                               | Borussia Mönchengladbach                                                            | 6     |
| 1995-96   | Wladimir Bestschastnych Thomas Häßler Pavel Kuka                                             | Werder Bremen Karlsruher SC FC Kaiserslautern                                       | 4     |
| 1996-97   | Bernhard Winkler                                                                             | TSV 1860 Múnich                                                                     | 4     |
| 1997-98   | Carsten Jancker                                                                              | FC Bayern Múnich                                                                    | 6     |
| 1998-99   | Achim Weber                                                                                  | Rot-Weiß Oberhausen                                                                 | 6     |
| 1999-2000 | Adnan Kevrić                                                                                 | Stuttgarter Kickers                                                                 | 8     |
| 2000-01   | Arie van Lent                                                                                | Borussia Mönchengladbach                                                            | 6     |
| 2001-02   | Dimitar Berbatov                                                                             | Bayer 04 Leverkusen                                                                 | 6     |
| 2002-03   | Giovane Élber                                                                                | FC Bayern Múnich                                                                    | 6     |
| 2003-04   | Aílton Ivan Klasnić                                                                          | Werder Bremen                                                                       | 6     |
| 2004-05   | Carsten Jancker Claudio Pizarro                                                              | FC Kaiserslautern FC Bayern Múnich                                                  | 6     |
| 2005-06   | Claudio Pizarro                                                                              | FC Bayern Múnich                                                                    | 5     |
| 2006-07   | Cacau                                                                                        | VfB Stuttgart                                                                       | 5     |
| 2007-08   | Mario Gómez                                                                                  | VfB Stuttgart                                                                       | 6     |
| 2008-09   | Edin Džeko Ivica Olić                                                                        | VfL Wolfsburgo Hamburgo SV                                                          | 6     |
| 2009-10   | Sahr Senesie Lucas Barrios Thomas Müller                                                     | Eintracht Trier Borussia Dortmund FC Bayern Múnich                                  | 4     |
| 2010-11   | Srđan Lakić                                                                                  | FC Kaiserslautern                                                                   | 7     |
| 2011-12   | Robert Lewandowski                                                                           | Borussia Dortmund                                                                   | 7     |
| 2012-13   | Mario Gómez                                                                                  | FC Bayern Múnich                                                                    | 6     |
| 2013-14   | Thomas Müller                                                                                | FC Bayern Múnich                                                                    | 8     |
| 2014-15   | Stefan Kießling Sven Schipplock                                                              | Bayer 04 Leverkusen TSG 1899 Hoffenheim                                             | 6     |
| 2015-16   | Henrikh Mkhitaryan                                                                           | Borussia Dortmund                                                                   | 5     |
| 2016-17   | Robert Lewandowski                                                                           | FC Bayern Múnich                                                                    | 5     |
| 2017-18   | Robert Lewandowski                                                                           | FC Bayern Múnich                                                                    | 6     |
| 2018-19   | Robert Lewandowski                                                                           | FC Bayern Múnich                                                                    | 7     |
| 2019-20   | Robert Lewandowski                                                                           | FC Bayern Múnich                                                                    | 6     |
| 2020-21   | Jadon Sancho                                                                                 | Borussia Dortmund                                                                   | 6     |
| 2021-22   | Robert Glatzel                                                                               | Hamburgo SV                                                                         | 5     |
| 2022-23   | Randal Kolo Muani                                                                            | Eintracht Fráncfort                                                                 | 12    |
| 2023-24   | Amine Adli                                                                                   | Bayer Leverkusen                                                                    | 5     |
| 2024-25   | Nick Woltemade                                                                               | VfB Stuttgart                                                                       | 5     |

## Entrenadores campeones
- Seis son los entrenadores que han ganado más veces la DFB-Pokal, con tres títulos cada uno:

| Nombre              | Títulos | Años campeón     |
| ------------------- | ------- | ---------------- |
| Hennes Weisweiler   | 3       | 1973, 1977, 1978 |
| Udo Lattek          | 3       | 1971, 1984, 1986 |
| Karl-Heinz Feldkamp | 3       | 1985, 1988, 1990 |
| Otto Rehhagel       | 3       | 1980, 1991, 1994 |
| Ottmar Hitzfeld     | 3       | 2000, 2003, 2008 |
| Thomas Schaaf       | 3       | 1999, 2004, 2009 |